# سونات ویولن سل (راخمانینف)

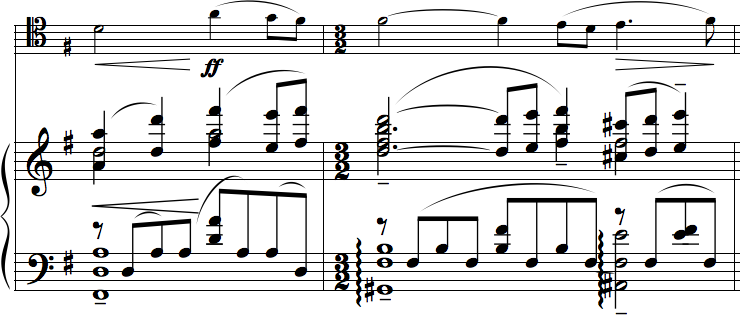
چند نوار از موومان ۴

سونات ویولن سل در سل مینور اپوس. ۱۹ سرگئی راخمانینوف برای ویولن سل و پیانو در نوامبر ۱۹۰۱ تکمیل شد و یک سال بعد منتشر شد.
راخمانینف نقش پیانو را در این سونات نه تنها یک همراه بلکه برابر با ویولن سل می‌دانست. بیشتر تم‌ها توسط پیانو معرفی می‌شوند، در حالی که در قسمت ویولن سل تزیین و گسترش یافته‌اند.

## اولین نمایش
راخمانینوف این اثر را به آناتولی براندوکوف تقدیم کرد که اولین اجرا را در مسکو با آهنگساز در پیانو در ۲ دسامبر ۱۹۰۱ اجرا کرد. به نظر می‌رسد راخمانینف پس از نمایش در آخرین لحظه تغییراتی را در این سونات انجام داده است، زیرا تاریخ «۱۲ دسامبر ۱۹۰۱» را روی قطعه نوشته است.

## ساختار
به عنوان نمونه سونات در دوره رمانتیک، این قطعه نیز دارای چهار موومان است:
1. Lento – Allegro moderato (سل مینور)
2. آلگرو اسکرتسو (دو مینور)
3. آندانته (آندانته می بمل ماژور)
4. آلگرو موسو (سل در ماژور)

اجرای تقریبی این سونات حدود ۳۵ دقیقه طول می‌کشد.

## ضبط‌های این سونات
- ۱۹۵۶ دانیل شافران گ، یاکوف فلیر
- ۱۹۵۶ زارا نلسوا، آرتور بالسام
- ۱۹۵۸ مستیسلاو روستروپویچ، الکساندر ددیوخین (تکرار در موومان اول حذف شده است)
- ۱۹۶۷ پل تورتلیه، آلدو سیکولینی
- ۱۹۸۴ لین هارل، ولادیمیر اشکنازی (تکرار در موومان اول حذف شده است)
- ۱۹۹۰ یو-یو ما، امانوئل اکس
- ۲۰۰۲ استیون ایسرلیس، استیون هاف
- ۲۰۰۴ ناتالیا گوتمن، الیسو ویرسالادزه
- ۲۰۰۵ میشا مایسکی، سرجیو تیمپو
- ۲۰۰۶ گوتیه کاپوسون، گابریلا مونترو
- ۲۰۰۶ الکساندر کنیازف، نیکولای لوگانسکی
- ۲۰۰۷ الکساندر ایواشکین، رستم هایرودینوف
- ۲۰۰۸ دیوید گرینگاس، ایان فانیشن
- ۲۰۱۲ یوکی ایتو، سوفیا گولیاک (کارهای کامل ویولن سل راخمانینف)
- ۲۰۱۲ استیون دوان، بری اسنایدر
- ۲۰۱۲ سول گابتا، اولگا کرن
- ۲۰۱۳ جولیان استکل، پل ریوینیوس
- ۲۰۲۱ پابلو فراندز، دنیس کوژوخین
- ۲۰۲۲ ژان گیهن کویراس، الکساندر ملنیکوف

## بازنویسی
- آرکادی ولودوس آندانته این اثر را برای تکنوازی پیانو رونویسی کرد و آن را برای سونی کلاسیک ضبط کرد.